# Eicklingen
Eicklingen là một đô thị ở huyện huyện Celle, trong bang Niedersachsen, nước Đức. Đô thị Eicklingen có diện tích 22,79 km².